# Ici Orléans
Ici Orléans, anciennement France Bleu Orléans l'une des stations de radio généralistes du réseau Ici de Radio France. Elle a pour zone de service les départements du Loiret, de Loir-et-Cher et d'Eure-et-Loir.

## Historique

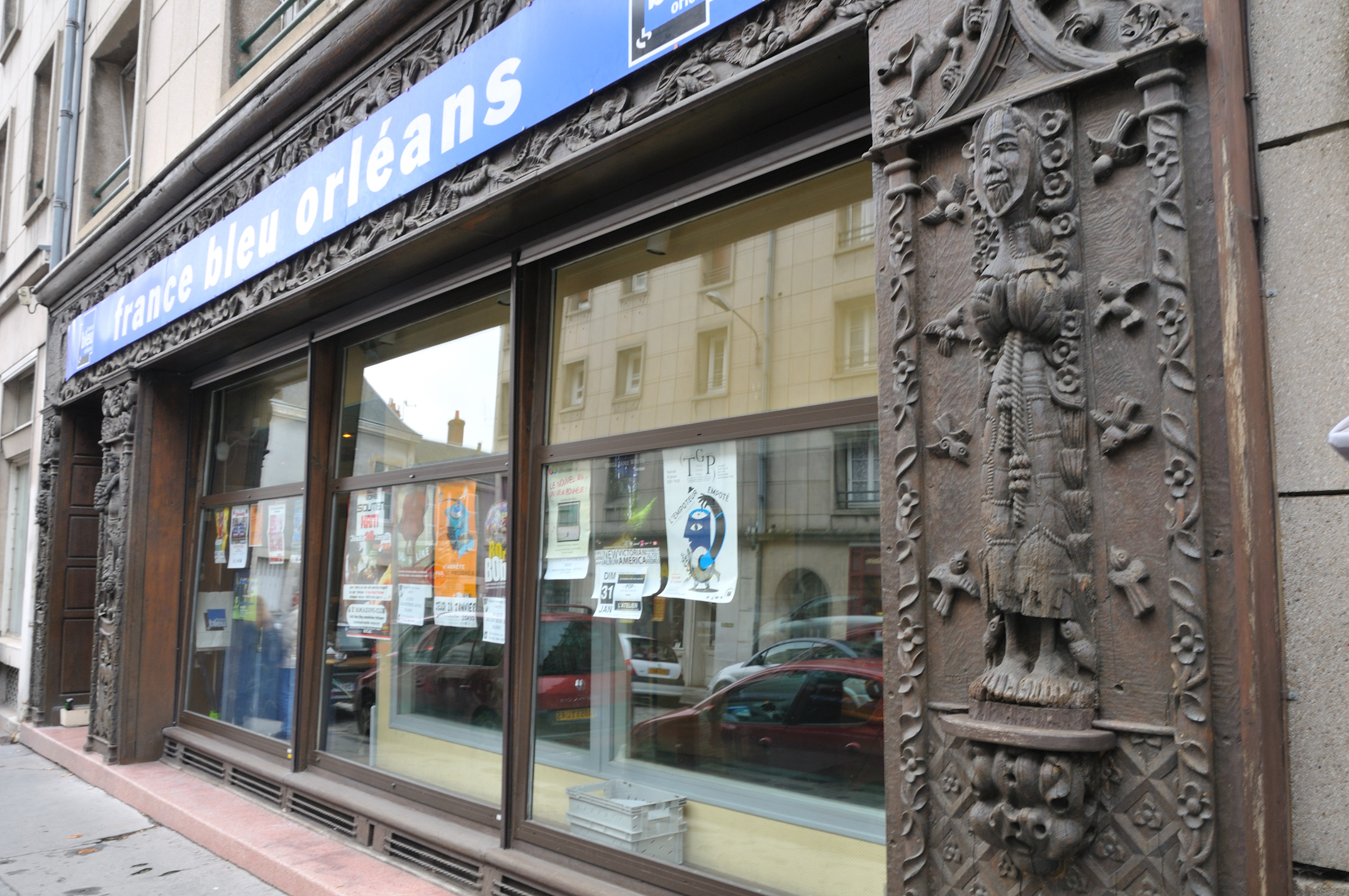
Ancien siège de France Bleu Orléans, rue d'Illiers à Orléans

Radio France Orléans a diffusé ses premières émissions le 4 février 1985 succédant à Radio Centre, créée le 9 juin 1980 par FR3 et rétrocédée à Radio France en 1983.
Elle adopte son nom actuel en 2000.

## Siège local
Le siège actuel de la station se situe à Orléans près des Halles Châtelet depuis le 11 juillet 2012. Auparavant, il était situé depuis 1986, au 8 rue d'Illiers.

## Équipes locales
Philippe Magnier est à la direction de France Bleu Orléans. Il est encadré d'une équipe de journalistes, d'animateurs radio, de techniciens, d'une régisseuse, d'une gestionnaire et de trois chargés d'accueils.
Jean Luc Vibet est le responsable des programmes, Camille Huppenoire est la rédactrice en chef et Abdelbasset Alkama est le responsable technique.

## Programmation
- Circuits courts dans le Loiret[7] avec Pascal Hernandez
- Le coup de cœur avec Mohamed Bouqriti
- France bleu Orléans en fête avec Nathanaël Brunie
- Le baladeur avec Kevan Legendre
- On fait quoi des mômes ? avec Aurélie Deraco
- Tous au jardin avec Jean Paul Imbault[8]
- La matinale du week-end avec Bruno Berthier
- La matinale semaine avec Marc Yvan
- Côté culture avec Sébastien Doucet
- Le coup de fil de Will

## Le club des curieux
France Bleu Orléans vous ouvre son antenne pour partager les bons plans de notre département. Un spectacle, une fête locale, une nouvelle épicerie, un coup de cœur pour un restaurant ou un artisan... ?
Devenez les ambassadeurs de votre coin du Loiret et rejoignez le Club des Curieux.
Appelez l’équipe d’accueil de France Bleu Orléans au 02 38 53 25 25 et inscrivez-vous ! Des cadeaux et avantages vous attendent.

## Diffusion
France Bleu Orléans diffuse ses programmes sur la bande FM en utilisant, selon les zones géographiques, les fréquences d'émissions suivantes[réf. obsolète] :
- Orléans / Loiret : 100.9 MHz
- Blois : 93.9 MHz
- Gien : 103.6 MHz
- Montargis : 106.8 MHz
- Vendôme : 105.2 MHz

## Audimat
En 2021, le conseil départemental du Loiret annonce 50 000 auditeurs quotidiens sur le département du Loiret.